# السيخية في الهند

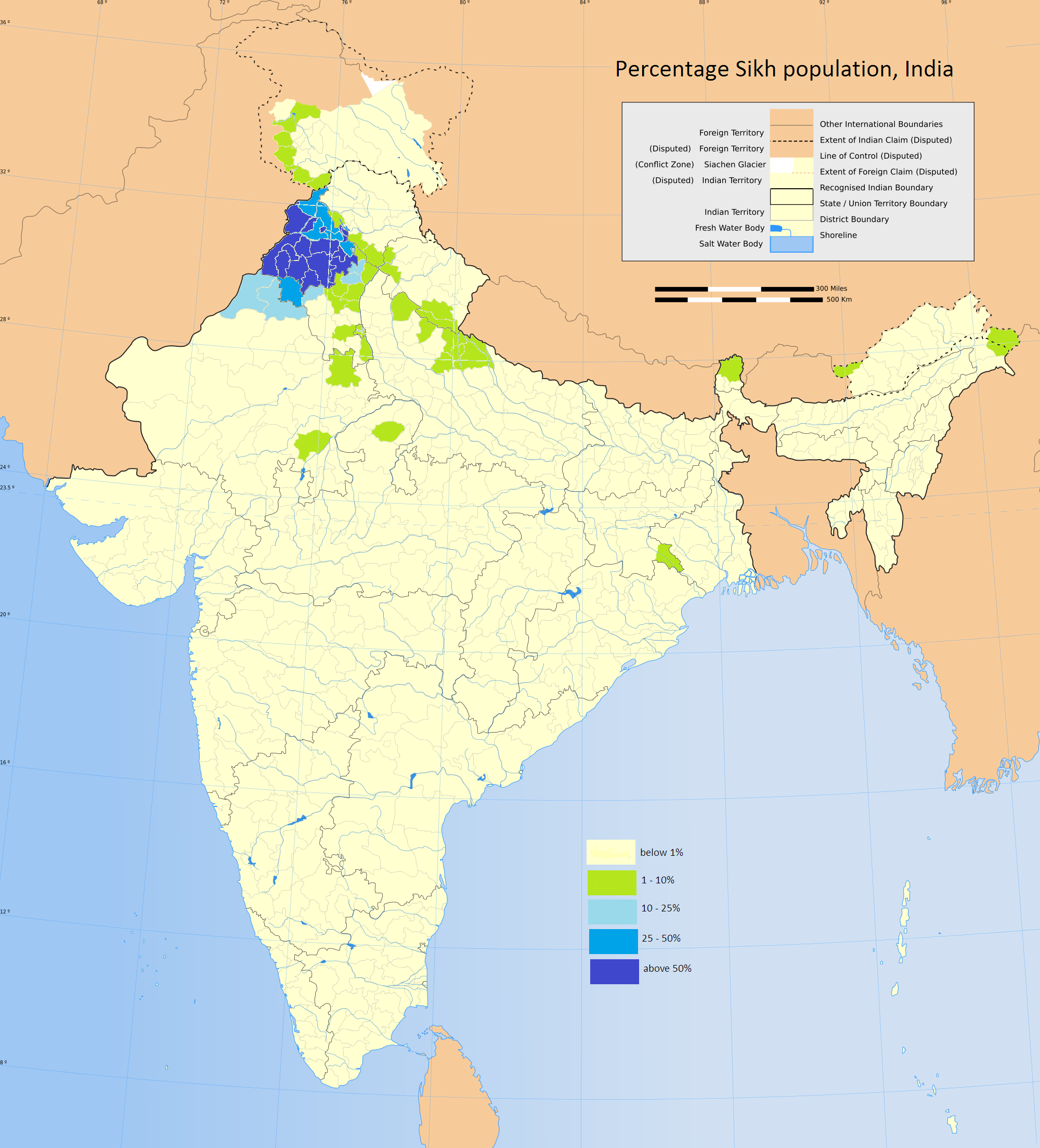
النسبة المئوية للسيخ من إجمالي السكان في المناطق المختلفة من الهند عام 2011.

تُشكل السيخية في الهند رابع أكثر الديانات انتشاراً بين السكان بعد كل من الهندوسية والإسلام والمسيحيَّة على التوالي، وتعتبر الهند مهد الغورو ناناك والديانة السيخيَّة وهي ديانة توحيدية دراميَّة نشأت في شمالي الهند في نهاية القرن الخامس عشر. وتضم الهند على أكبر مجتمع للسيخ في العالم، حيث يعيش حوالي 90% من مجمل السيخ في العالم في الهند، خصوصاً في البنجاب الهندية، على الرغم من وجود تجمعات سيخيَّة أيضاً في أجزاء أخرى كثيرة من الهند. واعتباراً من عام 2011 ضمت الهند على حوالي 20.8 مليون سيخي من أصل 27 مليون سيخي حول العالم.

## الديموغرافيا والانتشار
يبلغ عدد سكان السيخ في الهند 20.8 مليون نسمة، أي ما يعادل 1.72% فقط من إجمالي سكان البلاد. ويعيش حوالي 76% من مجمل السيخ الهنود في ولاية البنجاب الهندية. السيخية هي الديانة المهيمنة في ولاية البنجاب الهندية، حيث يشكلون حوالي 58% من السكان، وهي الولاية الهندية الوحيدة حيث السيخية هي ديانة الأغلبية.
الولايات الأخرى التي تضم على مجتمعات سيخية ملحوظة نسبياً هي كل من شانديغار (13.1%)، ونيودلهي (5.4%)، وهاريانا (4.91%)، وأوتاراخند (2.34%)، وراجستان (1.27%)، وجامو وكشمير (1.87%) وهيماجل برديش (1.16%).